# Archiveros sin Fronteras
 Archiveros sin Fronteras  (AsF) es una organización no gubernamental de carácter internacional, miembro del Consejo Internacional de Archivos (CIA), constituida y registrada en Barcelona en 1998, con sede en esta ciudad. La organización nació con el objetivo de cooperar y luchar por la defensa de los derechos individuales de los ciudadanos y los derechos colectivos de los pueblos, bueno y fomentando la solidaridad en los campos de la archivística, el patrimonio documental y la recuperación de la memoria histórica. Desde 1992 forma parte de la red Archiveros sin Fronteras Internacional.

## Historia

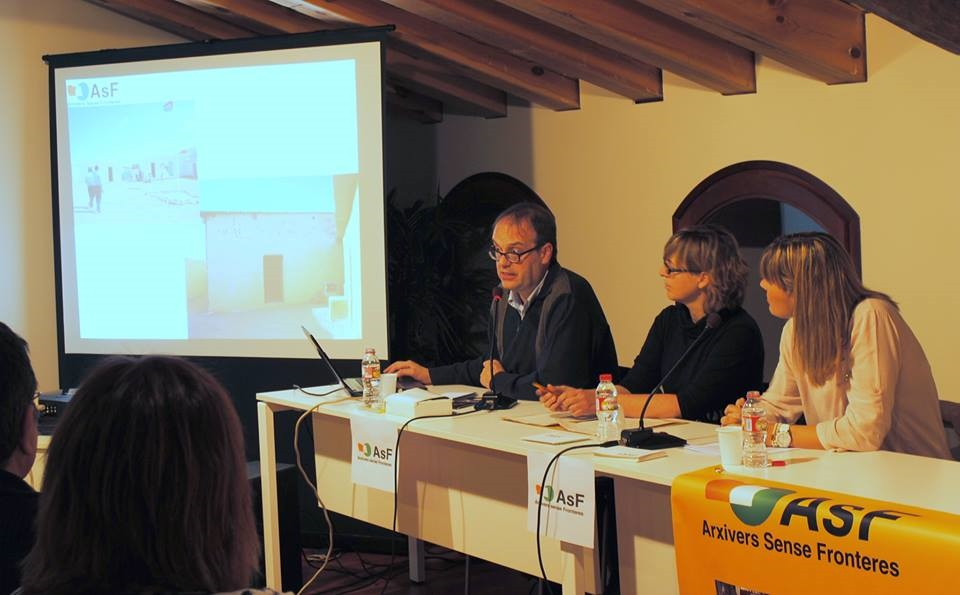
Sesiones de Archivos y Derechos Humanos: presentación del proyecto del Archivo de la República Árabe Saharaui Democrática (RASD)

Archiveros sin Fronteras es una organización sin ánimo de lucro, nacida en Barcelona el 1 de mayo de 1998 a partir de las inquietudes de un grupo reducido de archiveros catalanes que creyeron que la solidaridad y cooperación no podían ser ajenas a su profesión, debido a que ésta está fundamentada en los valores de identidad, memoria, derecho a la información y defensa de los derechos humanos.
La experiencia en el terreno de la cooperación de una buena parte del núcleo originario de archiveros que creó esta organización no era nula: en 1997 habían participado previamente - a título personal y con el apoyo de diversas instituciones - en un conjunto de proyectos destinados a los ayuntamientos de las ciudades de Malabo, Baney, Luba, Rebola y Riaba (Guinea Ecuatorial) para mejorar las necesidades básicas desde el punto de vista administrativo, en un clima de posguerra y de transición a la democracia. Una vez creada la organización, asf entró a formar parte del Consejo Internacional de Archivos, y está encuadrada dentro de las ramas territoriales del ALA (América Latina), EURBICA (Países Europeos) y la sección de la SPA (Asociaciones Profesionales de Archiveros y Gestores de Documentos).

## Miembros, objetivos y ámbito de actuación
Archiveros sin Fronteras está formada mayoritariamente por archiveros que aplican sus conocimientos y su experiencia en el conjunto de tareas que garantizan a las personas el derecho a su identidad ya preservar la memoria histórica de la sociedad a la que pertenecen, como la ayuda a instituciones o entidades que por circunstancias ambientales, políticas, económicas y / o sociales no tienen su documentación organizada y correctamente tratada para su consulta y, asimismo, bien preservada como un valor del patrimonio documental.
AsF tiene de otros miembros adheridos que no son archiveros, pero que aun así quieren asociarse a la organización porque están interesados en el patrimonio documental y los archivos. Aun entidades, instituciones, empresas o similares (públicas y privadas) apoyan y promueven las acciones que AsF lleva a cabo, como la Asociación de Archiveros de Cataluña (AAC). Asimismo, la organización puede distinguir personas destacadas como miembros honorarios.
Sus objetivos son:
- Proteger la identidad y la memoria histórica de los pueblos en el contexto de la diversidad cultural. Colaborar en la preservación de los archivos y el patrimonio documental en aquellas sociedades que se encuentran inmersas en un riesgo importante de pérdida de su documentación.
- Impulsar proyectos de cooperación en el entorno de la gestión documental y los archivos a las administraciones públicas de países en vías de desarrollo como una de las políticas de fomento y modernización de la organización administrativa de las instituciones.
- Promover y velar por la conservación de los archivos porque dan garantía a los ciudadanos del ejercicio de sus derechos, dado que los documentos aportan las pruebas o los testimonios documentales de la identidad de las personas, del reconocimiento de sus bienes y de las actividades y relaciones que han mantenido con los organismos públicos.
- Impulsar el derecho de acceso de los ciudadanos a los archivos de las instituciones públicas y fomentar la transparencia administrativa de los organismos públicos como un derecho inherente a los regímenes democráticos.
- Promover la formación de archiveros en aquellos lugares donde la falta de recursos impide formar a profesionales especializados en archivística, de acuerdo con los conocimientos y la doctrina archivística internacional.
- Cooperar con las entidades y las asociaciones del ámbito de los archivos y el patrimonio documental y, asimismo, con aquellas entidades relacionadas con la defensa de los derechos humanos.
- Fomentar las relaciones humanas y solidarias entre los archiveros de todo el mundo.

La protección de la identidad y la memoria histórica de los pueblos en el contexto de la diversidad cultural el más relevante. El hecho de que la preservación del patrimonio documental en peligro por factores humanos (sobre todo guerras) o ambientales (catástrofes naturales) sea lo más importante viene dado por la necesidad de actuación inmediata y la pérdida irreparable que deriva de una actuación demasiado tardía. El ámbito preferente de actuación son todos aquellos países donde se produzcan situaciones perjudiciales y de riesgo para el patrimonio documental de una comunidad, en contextos de transición política y / o conflicto social que requieran una ordenación y preservación de la documentación para garantizar los derechos de las personas.

## Desarrollo y formato de los proyectos
Los primeros pasos que siguieron a la creación de AsF se centraron en cuestiones prácticas en torno a la organización interna, su financiación, la difusión y la programación de actividades, así como el establecimiento de contactos con otras organizaciones no gubernamentales, no necesariamente dedicadas a los archivos ya la gestión de la información, para estudiar posibles líneas de colaboración de carácter transversal.
Más adelante, sin embargo, asf originó diversos proyectos solidarios en los que ha colaborado y colabora actualmente con la aportación de la experiencia de sus miembros. Las actuaciones de los voluntarios se centran en el ámbito de la organización de los archivos y de la información en dos vertientes : la primera, desde un punto de vista más estrictamente técnico, y la segunda, en la voluntad de estimular la preocupación por la conservación de la memoria histórica, entendida como pieza fundamental en la conformación de la identidad colectiva de los países en vías de desarrollo económico y cultural.
En el transcurso de la primera década de vida (1998-2008), la organización ha visto como la envergadura de sus actuaciones -con un crecimiento continuado y un aumento de las demandas sociales de cooperación -ha hecho inevitable el planteamiento y la aceptación de la modificación de sus estatutos iniciales, en pro de una mejor gestión a nivel internacional y una superior capacidad organizativa. Así pues, actualmente la asociación tiene sobre la mesa un proyecto de reorganización interna (tanto para la sede central como por las diversas secciones de todo el mundo).

## Proyectos

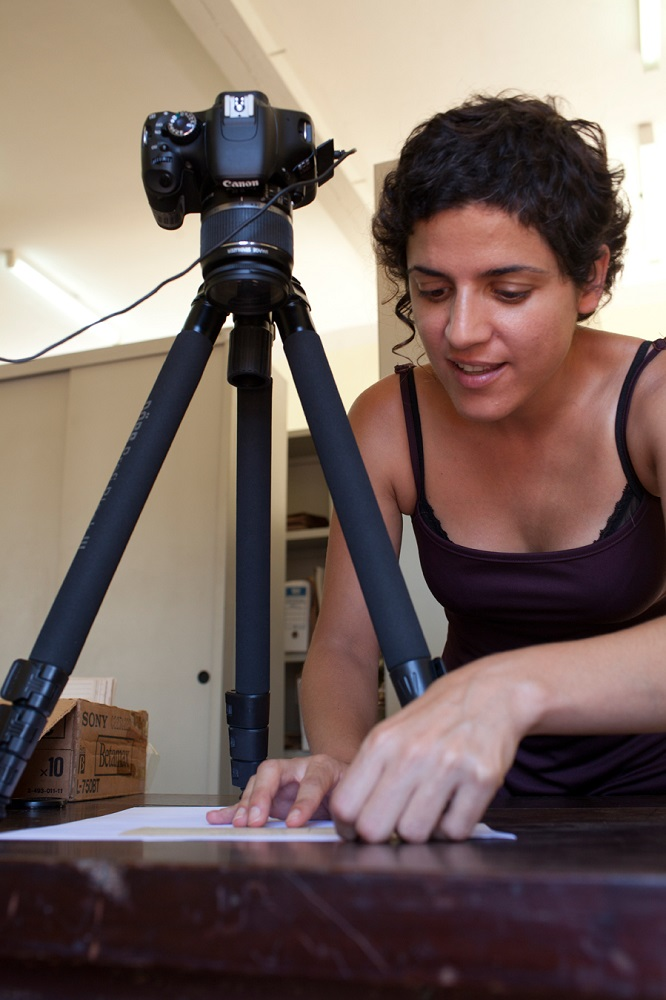
Proyecto de digitalización de los fondos históricos del Archivo de la Sociedad de Beneficencia de Naturales de Cataluña en La Habana Cuba

Entre los principales proyectos a destacar, asf ha llevado a cabo actuaciones en los ayuntamientos de Malabo, Luba, Riaba, Rebola y Baney (Guinea Ecuatorial), consistentes en la organización de los fondos administrativos de los municipios mencionados (1997-1999) y del fondo histórico del Ayuntamiento de Malabo (1999), así como la dotación de varios aparatos informáticos y la creación de dos aulas informáticas (2000-2002). La cooperación con este país también ha continuado con el proyecto de recuperación de historia oral de los refugiados políticos de Guinea Ecuatorial (2003).
Con el objetivo de poner orden en el archivo de la Comunidad Urbana de Niamey (Níger), Asf también desarrolló un proyecto en sus primeros tiempos como organización (1998). En otro país africano, Mozambique, últimamente la ONG también ha puesto en marcha un plan para el estudio de prospección de la documentación municipal conservada en Ilha Ibo, en la provincia de Cabo Delgado (2007 -...).
Desde el año 2006 y aún con vigencia, asf ha llevado a cabo un proyecto que pretende la organización del Archivo Nacional del Pueblo Saharaui al Exilio, por lo que la organización ha facilitado cursos formativos de archivística, los frutos de los cuales han sido aplicados en el Archivo Nacional de la República Árabe Saharaui Democrática.
La organización también ha participado y participa aún, en un proyecto en la Comuna Urbana de Haz (Marruecos) (2004 -...), que persigue la estructuración de los fondos documentales administrativos e históricos, así como el acondicionamiento de sus depósitos.
En América Latina asf ha cooperado con países como Nicaragua y El Salvador, con un proyecto basado en el ofrecimiento de material y cursos formativos para archiveros de ámbito municipal (2002-2004). Asimismo, en Colombia, asf hay llevó a cabo la organización del archivo de la Alcaldía Mayor de Bogotá (1998-2004), y en Ecuador ha puesto orden en el archivo municipal de Otavalo y el diocesano de Riobamba (2006) - que custodia el fondo documental personal de Monseñor Proaño, el llamado obispo de los indios, figura esencial de la teología de la liberación y del movimiento indígena. En Guatemala, últimamente asf se ha unido al proyecto de recuperación del archivo histórico de la Policía Nacional (2007).
En el Argentina, la asociación también ha colaborado con la creación de un archivo, centro de documentación, biblioteca y centro de interpretación llamado Solar del Che, con el objetivo de recoger las fuentes orales de la familia Guevara - Lynch en la región de Misiones (2003-2004). En este mismo país, asf ha participado en la búsqueda de la Cédula Real sobre la propiedad del territorio de la comunidad de los indios Quilmes (2004), documento necesario para dicha comunidad para demostrar ante la ley la posesión de las tierras donde habitan.
En cuanto al trabajo de AsF al Brasil, la asociación ha impartido un curso de formación para los archiveros de la Comisión Pastoral de la Tierra (2003), un grupo que apoya a los movimientos surgidos por las problemáticas generadas por el reparto de tierras. En este mismo país asf, hay conseguido uno de sus éxitos más destacados : la organización, microfilmación y digitalización del archivo personal del obispo catalán Pedro Casaldáliga (2000-2004), antes de que la Iglesia se lo llevara a la Ciudad del Vaticano - este fondo, posteriormente también ha sido ofrecido a la Archivo Nacional de Cataluña.
También dentro de los proyectos puestos en marcha en los países de América Latina, y uno de los más importantes que AsF ha llevado a cabo desde su craeció, es el de recuperación de los archivos y documentos de las dictaduras militares del Cono sur (2006 -...). Un ejemplo de este proyecto es el llevado a cabo en la capital del Paraguay, Asunción; asf ha impartido cursos de formación para los trabajadores del  Centro de Documentación y Archivo para la Defensa de los Derechos Humanos . Esta entidad conserva el archivo de la policía militar del general Stroessner (cargo que tuvo una participación relevante en la Operación Cóndor), también denominado Archivo del Terror, el fondo documental del cual fue digitalizado por la organización (2007). Junto con la sección de AsF -Perú, la asociación ha colaborado con la Fundación Salvador Allende con el objetivo de organizar, catalogar y digitalizar los carteles que conserva esta institución de Santiago de Chile.
Otro resultado importante de los proyectos de AsF es la intervención conjunta con la organización Paz Ahora en Sarajevo y Banja Luka después de la Guerra de los Balcanes, en la que han ofrecido varios cursos formativos tanto a los trabajadores del Archivo Nacional de Bosnia - Herzegovina como los de los archivos municipales de esta república (2000-2002, 2004).
La Historia de Cataluña también se ha tenido en cuenta en los proyectos de AsF : la voluntad de reconocer la exilio posterior a la Guerra Civil contextualiza la prospección de fondos documentales de los Casals catalanes en varios países de América Latina (2006 -...). Asimismo, asf ha firmado un convenio de colaboración con la Asociación para la Recuperación de la Memoria Histórica de Cataluña (2004), con el fin de colaborar en las actividades de búsqueda de información y documentación a los archivos y otros centros de investigación.
De carácter más bien práctico y de difusión ha sido el proyecto llamado Barcelona coopera  (2001), en el que la asociación ha contribuido a la creación de un portal web para ONG de la ciudad condal, con el fin de establecer un plan de comunicación entre las diferentes iniciativas de cooperación internacional.
Asf también ha participado en la creación de otros proyectos, como el grupo de trabajo Archiveros Solidarios, vinculado a la Sección de Asociaciones Profesionales del CIA, con la voluntad de colaborar en las actuaciones de cooperación y solidaridad que se están haciendo todo el mundo en el ámbito de la archivística. Aunque pueda parecer que actúen en el mismo terreno, el hecho es que las dos organizaciones se complementan : el proyecto solidario del ICA proporciona información sobre financiación, personal o infraestructuras, mientras asf es una organización más operacional.
Desde su nacimiento, asf ha ido organizando diversas jornadas y seminarios, los cuales han convertido en un lugar de encuentro de los profesionales de los archivos sensibilizados con el mundo de la cooperación, un espacio de difusión de los proyectos llevados a cabo por la asociación y también un foro de encuentro y de intercambio de experiencias entre los técnicos de archivos de países donde se están realizando los proyectos de cooperación.
Si bien asf ha sido una entidad que ha preparado jornadas y seminarios, a lo largo de su existencia también ha aceptado el papel de invitada. De esta manera, la organización ha participado en varias conferencias, ya sean por asociaciones relacionadas con la archivística como por otras relacionadas con el mundo de la cooperación internacional. En todas ellas, asf ha mostrado los proyectos que ha llevado a cabo, sus experiencias y las actitudes y convicciones que han empujado sus voluntarios a actuar. Como ejemplo, entre muchos otros, la organización participó en el Seminario Internacional Verdad, Justicia y Reparación frente la impunidad de los crímenes de Estado (Barcelona, febrero de 2007), actividad organizada por la ONG Entrepueblos, o la participación en las jornadas para la Creación de una Comisión de la Verdad y la Justicia en Argelia, (Barcelona, noviembre de 2006), preparadas conjuntamente con SODEPAU, el Centro de Trabajo y Documentación y Desafectos.
Respecto al tipo de proyectos que dirige asf, estos apuestan sobre todo por la aportación, por parte de sus miembros, de los conocimientos y metodología archivística que permitan organizar la documentación de una institución en el transcurso del ciclo de vida de los documentos - ya sea desde de la definición e implementación de sistemas de gestión documental en las administraciones, hasta la organización de la documentación histórica. Asimismo, los proyectos de AsF también consisten en el ofrecimiento de una formación básica y especializada para profesionales de la archivística en aquellos países donde el acceso a estos conocimientos es dificultoso.
Hay que añadir, en último lugar, que las tareas que dirige asf no dejan de lado las tecnologías más innovadoras, sino que se integran, en la medida de lo posible, las novedades que brindan las TIC en sus trabajos.